# Скрипучий глоттальный аппроксимант
Скрипучий глоттальный аппроксимант — согласный звук, относительно редко встречающийся в языках мира. Произносится как гортанная смычка со скрипучим голосом. Встречается в нескольких папуасских языках.
В МФА он может обозначаться как ʔ̞, ʔ̰ или ʔ̬, но его нет во многих таблицах звуков мира; нередко его отмечают как невозможный.

## Свойства
- Это оральный согласный, потому что при его произнесении воздух выходит.
- Это пульмонический согласный.
- По месту образования звук глоттальный: он образуется путём смыкания голосовых связок.
- По звонкости он является звонким, поскольку он произносится с вибрацией голосовых связок.
- По способу образования — аппроксимант
- По фонации — скрипучий.

## Примеры
В некоторых языках этот звук может быть аллофоном гортанной смычки.
| Язык           | Слово | МФА     | Перевод, значение | Примечания                                             |
| -------------- | ----- | ------- | ----------------- | ------------------------------------------------------ |
| Гими (лабогай) | hagok | [haʔ̞oʔ] | «много»           | редко реализируется как /ʔ/ и может быть его аллофоном |
| Ненецкий       | мя''  | [mʲæʔ̞]  | «дом, жилище»     | часто произносится как /ʔ/                             |